# Erdil
Erdil ist ein türkischer männlicher Vorname türkischer und persischer Herkunft mit der Bedeutung „Jemand, der beherzt, mutig, furchtlos, entschlossen ist“, der auch als Familienname auftritt.

## Namensträger

### Familienname
- İlhami Erdil (1938–2023), türkischer Admiral
- Lena Erdil (* 1989), türkisch-deutsche Windsurferin